# وادي العرج
وادي العرج وادي يقع غرب محافظة أضم التابعة لمنطقة مكة المكرمة. ينبع من اسفل جبال السروات ويصب في البحر الأحمر.

## نبذة تاريخية
عرف الوادي قديما بكونه من أكبر أودية تهامة ينبع من أصدار ربوع العين وله رافد آخر يسمى وبلات وينبع من أصدار بني ذبيان ويوجد بالوادي الكثير من المعالم الأثريه والنقوش القديمة التي تعود لمئآت السنين والحصون ويمتاز بالخضرة والمناظر الخلابة حيت انه يعتبر من الاودية القليله في المملكة التي تجري بها المياه طوال العام دون انقطاع ويعتبر معلم سياحي ومقصد للزوار ويصب في البحر الأحمر .